# Țesut vegetal

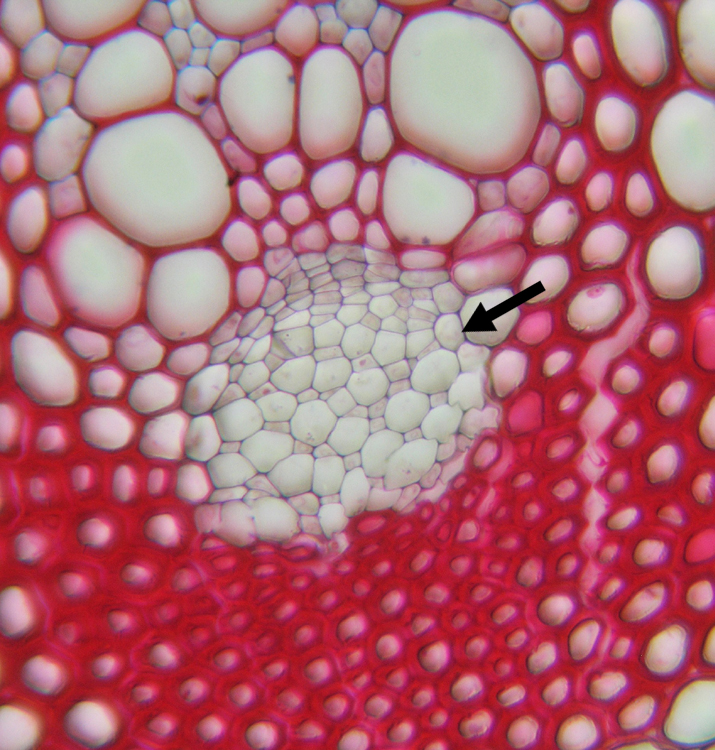
Floemul este numit si tesut liberian cu rol in conducerea sevei elaborate in frunze prin procesul de fotosinteza

Țesutul vegetal este format din celule care au aceeași formă, origine, structură și care îndeplinesc aceeași funcție.

## Clasificarea țesuturilor
După gradul de diferențiere a celulelor se disting:
- Țesuturi embrionare (numite și meristematice sau formative);
- Țesuturi definitive.

După forma celulelor, țesuturile pot fi:
- parenchimatice: formate din celule izodiametrice (celule ce au cele trei dimensiuni egale sau aproape egale);
- prozenchimatice: formate din celule heterodiametrice (celule ce au diametrul longitudinal de cel puțin patru ori mai mare decât celelalte două dimensiuni).

## Țesuturile embrionare (meristematice)
Sunt țesuturi tinere. Sunt alcătuite din celule mici, rotunde, cu perete celular subțire și au nucleu voluminos. Nu prezintă spații intercelulare.
Celulele se divid, sintetizând intens substanțe organice.
Meristemele sunt singurele țesuturi în care se pot observa celule aflate în diferite faze ale mitozei.
Embrionul este alcătuit numai din țesuturi embrionare, în timp ce planta adultă este alcătuită atât din țesuturi definitive, cât și din țesuturi embrionare numite meristeme.
Embrionul este alcătuit la început din meristeme primordiale, din care derivă apoi meristemele primare ce sunt formate din celule cu un început de diferențiere.
Meristemele din embrion ajută la creșterea acestuia, iar meristemele primare din planta adultă asigură creșterea în lungime a organelor plantei.

## Clasificarea meristemelor
După poziția pe care o ocupă în organele plantelor:
- Apicale - în vârful rădăcinii, tulpinii, ramurilor, determinând creșterea acestora.

- Intercalare - se întâlnesc la plantele graminee deasupra nodurilor și determină creșterea în lungime a internodurilor.

- Laterale - sunt dispuse în jurul axului plantei, determină creșterea în grosime.

După origine:
- Primordiale - sunt cele care apar din primele diviziuni ale zigotului (celula ou) și alcătuiesc embrionul seminței.

- Primare - iau naștere din cele primordiale.

- Secundare - cambiul și felogenul.

Cambiul libero-lemnos este zona generatoare libero-lemnoasă; apare între elementele de lemn și de liber primar, generând spre exterior liber secundar și spre interior elemente de lemn secundar.
Cambiul subero-felodermic (felogenul) este zona generatoare subero-felodermică – generează suber secundar spre exterior și feloderm spre interior.

## Țesuturile definitive
Țesuturile definitive conțin celule specializate, care nu se mai divid. Ele pot fi:
a)Țesuturi de apărare, formate din unul sau mai multe straturi de celule care acopera organele. Acestea sunt în general unistratificate suberificate și vii. După origine sunt primare (epiderma, exoderma, endoderma, caliptra) și secundare ( suber, periderma, ritidom). Organele tinere sunt acoperite cu epiderma, formată de regula dintr-un singur strat de celule.
b)Țesuturi fundamentale - produc sau depozitează substanțe. Unele țesuturi fundamentale depozitează apa-țesuturi acvifere (la plante din zone secetoase) sau aer-țesuturi aerifere (la plante acvatice).
c)Țesuturi conducătoare - transporta seva. Vasele lemnoase ale angiospermelor se numesc trahee. Prin ele circula seva brută. Celulele cilindrice, dispuse cap la cap, își pierd citoplasma si raman peretii celulari formand tuburi. Vasele liberiene sunt formate din celule vii. Prin ele circula seva elaborata. Vasele se grupeaza, formand fascicule, si sunt insotite de celule cu rol de hranire si de sustinere. La plante cu cresteri anuale apare un meristem secundar numit cambiu libero-lemnos. El produce tesut liberian spre exterior si lemnos spre interior,determinand ingrosarea radacinii si tulpinii. El functioneaza diferit primavara si toamna, rezultand de aici cunoscutele inele anuale de crestere. 
d)Țesuturi mecanice (de susținere) - dau organelor rezistența necesara pentru a sustine greutatea propriului corp,in conditiile actiunii unor forte externe. Ele sunt formate din celule cu pereti ingrosati. Tesutul mecanic la care celulele au peretii ingrosati neuniform se numeste colenchim, iar la cel care ingrosarea este uniforma se numeste sclerenchim. 
e)Țesuturi secretoare - sunt formate din celule care produc si elimina diferite substante: rășina, nectar, latex, mucilagii etc.

## Țesuturi de apărare (Epiderma, rizoderma)
Țesuturile de apărare provin din meristeme primare sau meristeme secundare.
Țesutul de apărare este reprezentat de unul sau mai multe straturi de celule ce învelesc organele plantei ce au rolul de a le proteja de anumiți factori externi distrugători.

### Țesuturi de apărare primare
Provin direct din meristeme apicale primare. Sunt reprezentate de rizodermă (epiderma rădăcinii), epiderma propriu-zisă, endodermă și exodermă.

#### Rizoderma (epiderma rădăcinii)
Are rolul de a proteja rădăcina plantei. Este formată dintr-un singur strat de celule cu pereți subțiri. Are celule modificate în peri absorbanți. Nu prezintă cuticulă la exterior.

#### Epiderma propriu-zisă
Învelește organele plantei. Are celule modificate în peri și stomate. Prezintă cuticulă la exterior (o pătură formată dintr-o substanță impermeabilă numită cutină ce împiedică trecerea apei). Stomatele sunt celule reniforme ce au citoplasmă, cloroplaste,  nucleu și perete celular. Între 2 stomate se află o deschizătură numită ostiolă.

#### Exoderma
Se află sub rizodermă. Este formată din unul sau mai mult straturi de celule cu pereți îngroșați. Printre celulele cu pereți îngroșați se află și celule cu pereți subțiri numite celule de pasaj, aflate exact în dreptul perilor absorbanți cu rolul de a permite trecerea apei spre vasele conducătoare din cilindrul central.

#### Endoderma
Este formată dintr-un singur strat de celule cu pereți îngroșați. Reprezintă ultimul strat al scoarței. Se află lângă periciclu (primul țesut din cilindrul central). Celulele cu pereții îngroșați alternează cu celulele periciclului și cu celulele de pasaj aflate exact în dreptul perilor absorbanți cu rolul de a permite trecerea apei spre vasele conducătoare din cilindrul central.

### Țesuturi de apărare secundare
Provin din meristeme secundare (din cambiu subero-felodermic).
Sunt reprezentate de suber. Suberul se formează prin moartea celulelor ce acumulează în peretele lor celular o substanță impermeabilă numită suberină.